# Polnische Badminton-Mannschaftsmeisterschaft 2018
Die Polnische Badminton-Mannschaftsmeisterschaft der Saison 2017/2018 gewann das Team von SKB Litpol-Malow Suwałki als Sieger der Play-offs. Es war die 45. Austragung der Titelkämpfe.

## Vorrunde
| Platz | Mannschaft                      |
| ----- | ------------------------------- |
| 01    | Hubal Białystok                 |
| 02    | SKB Litpol-Malow Suwałki        |
| 03    | ABRM Warszawa                   |
| 04    | AZS AGH Kraków                  |
| 05    | OSSM-SMS Białystok              |
| 06    | AZS UM Łódź                     |
| 07    | Unia Bieruń                     |
| 08    | Akademia Badmintona Warszawa    |
| 09    | ABRM Lublin                     |
| 10    | Aktywna Piątka Przemyśl         |
| 11    | Plesbad Pszczyna                |
| 12    | Chojnik Jelenia Góra            |
| 13    | Beninca Feniks Kędzierzyn-Koźle |
| 14    | Technik Głubczyce               |
| 15    | Stal Nowa Dęba                  |

## Play-offs

### Spiel um Platz 3
- ABRM Warszawa - AZS AGH Kraków: 4-1

### Finale
- SKB Litpol-Malow Suwałki - UKS Hubal Białystok: 4-2